# Jaume Gilabert i Torruella
Jaume Gilabert i Torruella (Montgai, 7 de novembre de 1953) és un polític català, president de la Diputació de Lleida de 2007 a 2011. És militant d'Esquerra Republicana de Catalunya des de 1986.
És llicenciat en Magisteri per la Universitat de Barcelona, Graduat Social per la mateixa universitat i llicenciat en Ciències del Treball per la Universitat de Lleida.
Ha estat delegat de la Generalitat de Catalunya a Lleida entre 2004 i 2007, a excepció del període entre la ruptura del pacte tripartit i la seua reedició.
El 7 d'agost de 2007 fou elegit president de la Diputació de Lleida gràcies a un pacte amb el PSC que li permet exercir el càrrec tot i que el seu partit només compta amb tres dels 25 escons que componen la cambra provincial.
Gilabert també és alcalde de Montgai des de juny de 2007.